# Route nationale 526
Die N526 war von 1933 bis 1973 eine französische Nationalstraße, die zwischen Saint-Jean-de-Maurienne und der N75 bei Clelles verlief. Ihre Länge betrug 131,5 Kilometer.